# Gal Alberman
Gal Alberman (hebräisch גל אלברמן; * 17. April 1983 in Petach Tikwa) ist ein israelischer ehemaliger Fußballspieler.

## Karriere

### Verein
Gal Alberman begann seine Karriere bei Maccabi Petach Tikwa und gewann dort im Jahr 2004 den israelischen Toto-Cup. Nach einem einjährigen Engagement in Spanien kehrte er 2006 nach Israel zurück. Mit Beitar Jerusalem wurde er 2008 israelischer Meister und Pokalsieger. Er selbst wurde 2008 als israelischer Fußballer des Jahres ausgezeichnet.
Seit der Saison 2008/09 spielte Alberman für den Bundesligisten Borussia Mönchengladbach. Bei der Borussia kam er selten zum Einsatz, da er mit vielen Verletzungen zu kämpfen hatte. Trainer und Sportdirektor hatten im August 2010 erklärt, nicht mehr mit ihm zu planen.
Am 7. September 2010 wechselte Alberman zurück nach Israel. Trotz eines gültigen Vertrags mit Mönchengladbach wurde er nicht mehr berücksichtigt. Sein neuer Verein war Maccabi Tel Aviv, bei dem er sieben Jahre blieb, drei Meisterschaften erspielte (2013 bis 2015) und 2015 Pokalsieger wurde. Sein letzter Verein war von 2017 bis 2019 Maccabi Haifa.

### Nationalmannschaft
Sein Debüt in der israelischen Nationalmannschaft gab Alberman im Jahr 2003. Insgesamt absolvierte er 36 Länderspieleinsätze, bei denen ihm 1 Tor gelang.

## Erfolge
- Toto-Cup mit Maccabi Petach Tikwa: 2004
- 4× Israelischer Meister:
  - mit Beitar Jerusalem (2008)
  - mit Maccabi Tel Aviv (2013, 2014, 2015)
- Israelischer Pokalsieger mit Beitar Jerusalem: 2008, mit Maccabi Tel Aviv 2015
- Fußballer des Jahres (Israel): 2008